# 데니스 윌슨
데니스 윌슨(Dennis Wilson, 본명은 데니스 칼 윌슨(Dennis Carl Wilson), 1944년 12월 4일 ~ 1983년 12월 28일)은 미국의 싱어송라이터 겸 영화배우이다.

## 생애
1961년 록 음악 밴드 "비치 보이스(Beach Boys)"의 드러머로 가수 첫 데뷔하였고 1965년 미국 영화 《The girls on the beach》의 조연으로 영화배우 데뷔하였으며 1970년 솔로 가수로 데뷔하였고 이듬해 1971년 미국 영화 《Two-lane blacktop》에 주연하였다.
1983년 12월 28일 알코올 중독으로 인하여 향년 39세로 요절하였다.

## 음반 목록
- Pacific Ocean Blue